# Cânion de Xingó

Os Canions do Rio São Francisco ou Canion de Xingó está localizado na Região Nordeste do Brasil, começa na Cachoeira de Paulo Afonso e termina próximo a Usina de Xingó.

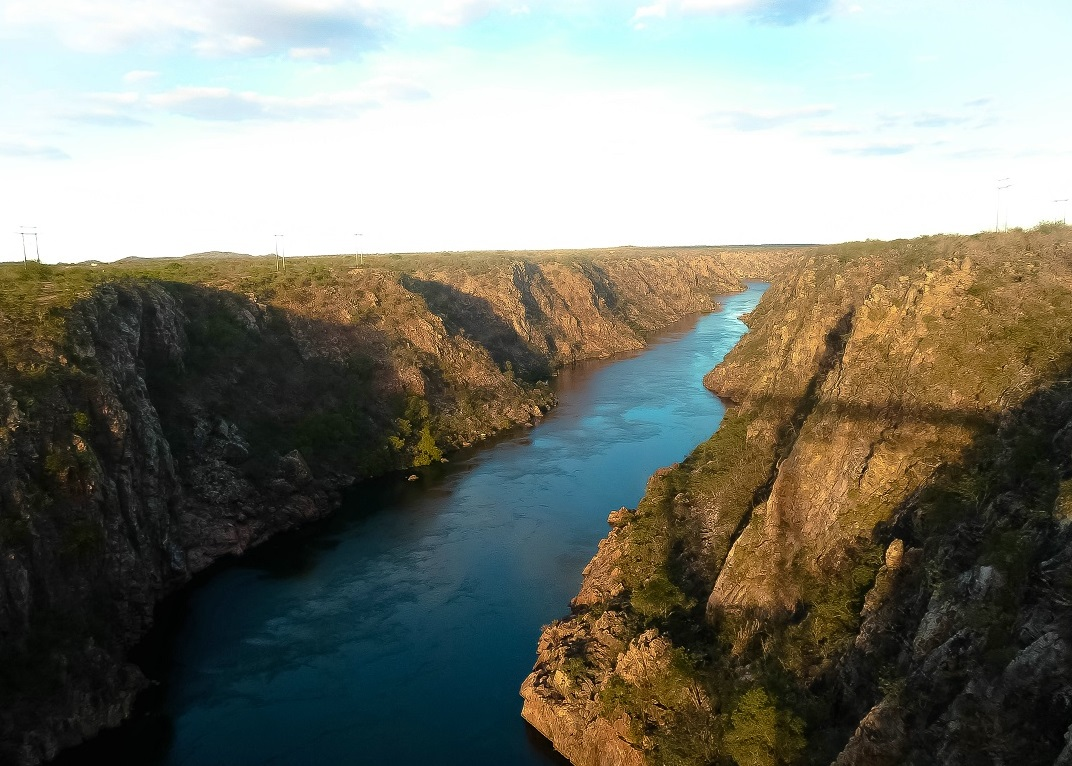
Canions do Xingó entre os estados de Alagoas e Bahia

O Canion do Rio São Francisco é o 5° maior canion navegável do mundo. Com 65 km de extensão possui paredes rochosas de até 50 metros de Altura e em alguns pontos a profundidade chega a 190 metros.

O seu ponto Inicial começa na Cachoeira de Paulo Afonso, localizada na cidade de Paulo Afonso - BA, a imensa cachoeira chamou a atenção de muitos aventureiros, cientistas e autoridades no Século XIX, entre eles o explorador Richard Burton e o imperador Dom Pedro ll.

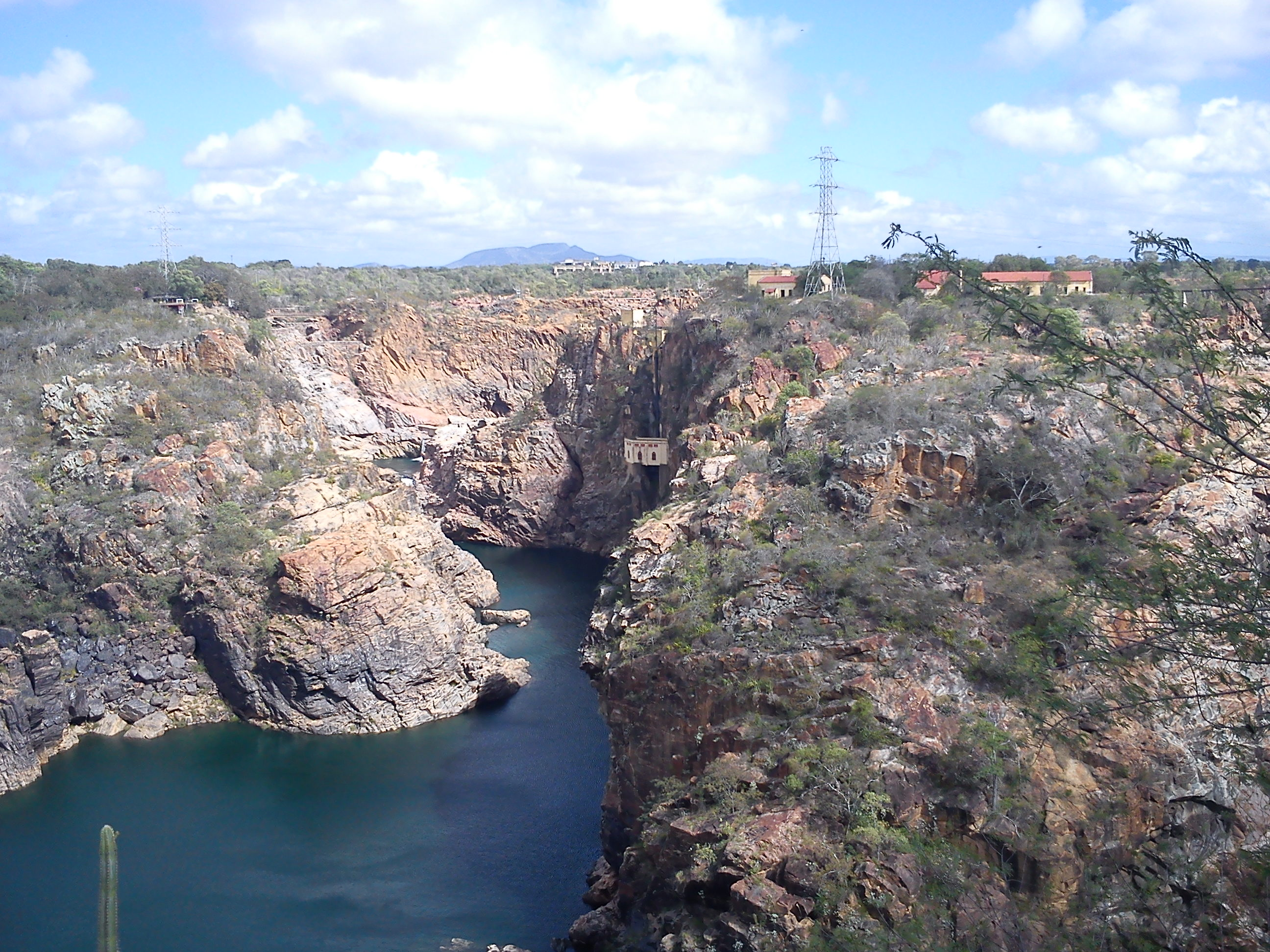
Usina Angiquinho, primeira usina hidreletrica do Nordeste

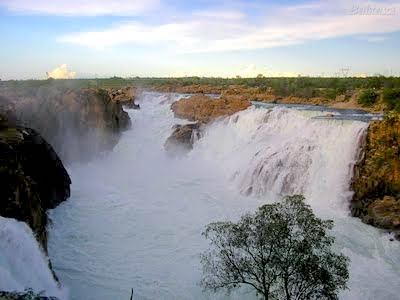
Cachoeira de Paulo Afonso, Ponto Inicial dos Canions do São Francisco

Vindo de Recife, o cearense Delmiro Augusto da Cruz Gouveia viu a cachoeira de Paulo Afonso como ponto fundamental para implantar uma hidreletrica, em 1913 é inaugurada a Usina de Angiquinho, criada em especial para servir como base de energia eletrica para o povoado Pedra (atual Delmiro Gouveia), em recentes pesquisas Pedra foi a 1° cidade do continente Americano a receber 100% de energia eletrica, Nova York nos Estados Unidos foi a 2°. A Usina Angiquinho foi desativada em 1948 com a construção do complexo hidreletrico de Paulo Afonso.

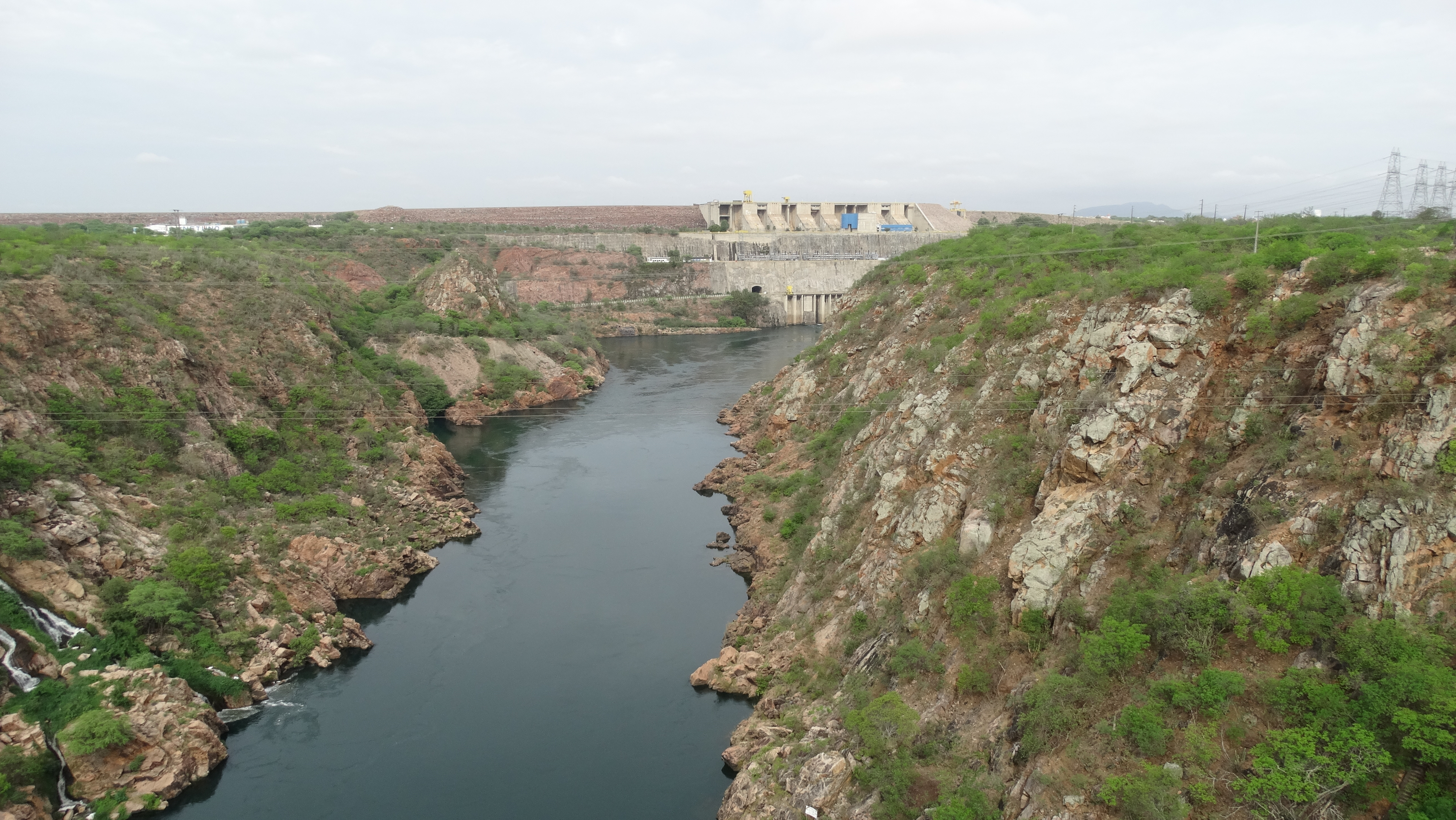
Usina PAV sendo vista da ponte Dom Pedro ll, entre os estados de Alagoas e Bahia

O complexo hidrelétrico de Paulo Afonso foi iniciado suas obras em 1950 e inaugurada em 1955 pelo presidente Café Filho. É a 3° maior hidreletrica do Brasil perdendo apenas para Belo Monte, Tucurui e Itaipu, é responsável por abastecer grandes cidades como Recife e Salvador.

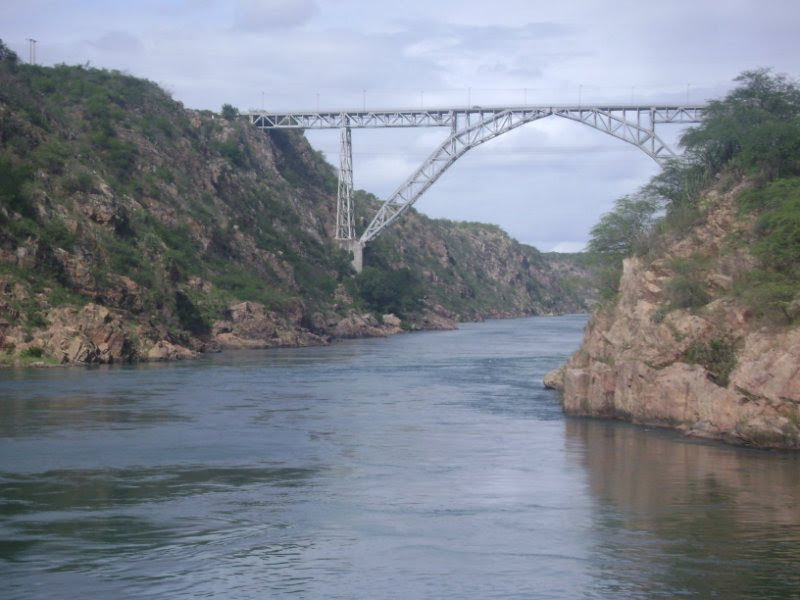
Ponte metalica Dom Pedro ll entre as cidades de Delmiro Gouveia (AL) e Paulo Afonso (BA)

Diversos Filmes e Novelas já foram gravados nesse local.
A Ponte Metalica Dom Pedro ll, foi construída nos anos 50 e é cortada pela BR 110 é bastante utilizada em esportes radicais.